# Collision Warning met Full Auto Brake en Pedestrian Detection
Collision Warning met Full Auto Brake en Pedestrian Detection is het derde generatie precrash-systeem van Autoproducent Volvo. Het is uitgerust met een radar en camera die voetgangers detecteert in de baan van de auto en de bestuurder hiervoor waarschuwt. Wanneer de bestuurder in zo'n verkeerssituatie niet tijdig reageert, maakt de auto automatisch een noodstop. Dit systeem kwam voor het eerst op de automarkt in 2010. Volvo was daarmee het eerste automerk dat dit systeem toepaste. Het was verkrijgbaar op de toen nieuwe Volvo S60. Enige tijd later was deze optie ook op de Volvo V60 en de Volvo XC60 verkrijgbaar. 

## Geschiedenis
Collision Warning met Full Auto Brake en Pedestrian Detection was de derde generatie van het precrash-systeem van Volvo. De voorganger van systeem was het in 2006 op de markt gebrachte Collision Warning Brake Support systeem. Volvo introduceerde in de 20ste en 21ste eeuw tal van innovaties op het gebied van autoveiligheid. De belangrijkste veiligheidsdoorbraak in de autogeschiedenis is met voorsprong de  driepuntsveiligheidsgordel, uitgevonden in 1959, samen met de in 1971 geïntroduceerde gordelspanners door Mercedes-Benz.
Naast deze technologie met radar is ook nog het City Safety-systeem ontwikkeld, dat met een lidar-sensor werkt en botsingen bij lage snelheden kan voorkomen of de impact kan verminderen. 

## Cijfers
Het verkeer wordt steeds drukker en dagelijks zijn er voetgangers betrokken bij verkeersongevallen. In Europa zijn 14 procent van de verkeersslachtoffers voetgangers, in de Verenigde Staten 11 procent en in China een zorgwekkende 26 procent.
Met deze nieuwe technologie wordt opnieuw een grote stap voorwaarts gezet die meer veiligheid voor de zwakke weggebruiker moet waarborgen. Bovendien wordt met deze technologie de remkracht tijdens het automatisch remmen de helft krachtiger, ze stijgt van 50 naar 100 procent.’